# Sweltsa townesi
Sweltsa townesi is een steenvlieg uit de familie groene steenvliegen (Chloroperlidae). De wetenschappelijke naam van de soort is voor het eerst geldig gepubliceerd in 1952 door Ricker.
De soort komt voor in het westen van de Verenigde Staten.